# John Bluthal
John Bluthal (* 12. August 1929 als Isaac Bluthal in Jezierzany, Galizien; † 15. November 2018 in New South Wales, Australien) war ein britischer Schauspieler und Synchronsprecher.

## Leben
Bluthal entstammte einer jüdischen Familie aus Galizien, das damals zu Polen gehörte, heute jedoch auf dem Staatsgebiet der Ukraine liegt. 1938 wanderte seine Familie nach Australien aus. Bluthal ging dort auf die Schule und studierte dann Drama an der Universität Melbourne. Er spielte am dortigen Repertoire-Theater und sprach für das Radio, u. a. in The Shell Hour und Gaslight Music Hall. Eine erste Zusammenarbeit mit Spike Milligan erfolgte 1958 im Fernsehen; zahlreiche Kooperationen sollten in den kommenden Jahren folgen.
Seit 1959 lebte Bluthal in England; bei der BBC spielte er noch im selben Jahr in Citizen James, später in der langlebigen Serie Never Mind the Quality, Feel the Width. Er sprach in der Puppenserie Fireball XL5 den Commander und trat auf der Bühne in dem Musical Oliver! auf. Sein erster Kinofilm war 1963 Auch die Kleinen wollen nach oben. Anschließend erhielt Bluthal zahlreiche Rollen in englischsprachigen Produktionen, auch aus Australien, darunter der Beatles-Film Hi-Hi-Hilfe!. Die Sitcom Melting Pot, in der Bluthal wieder neben Spike Milligan zu sehen war, wurde 1975 nach nur einer Folge wieder eingestellt.
Im Anschluss wirkte er vor allem an Fernsehserien und -filmen mit, nur gelegentlich folgten Auftritte in Kinofilmen. So war er 1997 in Das fünfte Element als in Ägypten forschender Professor zu sehen. Weitere Nebenrollen spielte er unter anderem in Eine italienische Hochzeit (2004) und Hail, Caesar! (2016). Sein Schaffen als Film- und Fernsehdarsteller umfasst mehr als 120 Produktionen.
Daneben spielte er immer wieder am National Theatre London.

## Filmographie

### Darsteller (Auswahl)
- 1959: Citizen James (Fernsehserie)
- 1960: It’s a Square World (Fernsehserie)
- 1961: Skyes and A… (Fernsehserie)
- 1961: Hancock (Fernsehserie)
- 1963: Auch die Kleinen wollen nach oben (The Mouse on the Moon)
- 1963: Doktor in Nöten (Doctor in Distress)
- 1964: This Is My Street
- 1964: Ach, du lieber Vater (Father Came Too)
- 1964: Ist ja irre – Agenten auf dem Pulverfaß (Carry On Spying)
- 1965: Night Train to Surbiton (Fernsehserie)
- 1965: Der gewisse Kniff (The Knack… And How to Get It)
- 1965: Hi-Hi-Hilfe! (Help)
- 1965: Mit Schirm, Charme und Melone (The Avengers) (Fernsehserie)
- 1966: Toll trieben es die alten Römer (A Funny Thing Happened on the Way to the Forum)
- 1967: Casino Royale
- 1967: Der Baron (The Baron) (Fernsehserie)
- 1967: Ist ja irre – In der Wüste fließt kein Wasser (Follow That Camel)
- 1968: Gespenster – Zum Glück Gespenster (A Ghost of a Chance)
- 1968: The Visitors (Fernsehfilm)
- 1968: City 68 (Fernsehserie)
- 1968: George and the Dragon (Fernsehserie)
- 1968: Der Mann mit dem Koffer (Man in a Suitcase) (Fernsehserie, 1 Folge)
- 1968: Der Spinner (Don’t Raise the Bridge, Lower the River)
- 1968: Hausfreunde sind auch Menschen (The Bliss of Mrs Blossom)
- 1969–1980: Q5 (Fernsehserie)
- 1969: A Talent for Loving
- 1970: Ein blinder Passagier hat’s schwer (Doctor in Trouble)
- 1970: Oh in Colour (Fernsehserie)
- 1971: Heinrichs Bettgeschichten oder Wie der Knoblauch nach England kam (Carry on Henry)
- 1972: Nightmare
- 1973: The Flying Sorcerer
- 1973: The Pathfinders
- 1973: Digby – Der größte Hund der Welt (Digby, the biggest Dog in the World)
- 1974: The Great McGonagall
- 1974: Skyes (Fernsehserie)
- 1975: Der rosarote Panther kehrt zurück (The Return of the Pink Panther)
- 1975: The Goodies (Fernsehserie)
- 1975: The Melting Pot (Fernsehserie)
- 1976: Fantasm
- 1976: Bluey (Fernsehserie)
- 1977: The Off Show
- 1978: The Irishman
- 1978: Inspector Clouseau – Der irre Flic mit dem heißen Blick (Revenge of the Pink Panther)
- 1979: Ride on Stranger (Fernsehserie)
- 1979: Doctor Down Under (Fernsehserie)
- 1980: Das Doppelleben dreier Damen (Touch and Go)
- 1980: Home Sweet Home (Fernsehserie)
- 1981: Alison’s Birthday
- 1982: There’s a lot of It About (Fernsehserie)
- 1983: Return of Captain Invinceble oder Wer fürchtet sich vor Amerika? (The Return of Captain Invincible)
- 1983: Superman III – Der stählerne Blitz (Superman III)
- 1984: Squaring the Circles (Fernsehfilm)
- 1984: ABS Afterschool Specials (Fernsehserie)
- 1984: I thought You’d Gone (Fernsehserie)
- 1984: Allo 'Allo (Fernsehserie)
- 1986: Die Reise ins Labyrinth (Labyrinth)
- 1986: The Life and Loves of a She-Devil (Fernsehserie)
- 1987: Super Gran (Fernsehserie)
- 1988: Turn on to T-Bag (Fernsehserie)
- 1989: In Sickness and in Health (Fernsehserie)
- 1990: Jim Bergerac ermittelt (Bergerac) (Fernsehserie, 1 Folge)
- 1990: One Foot in the Grave (Fernsehserie, 1 Folge)
- 1990: Freddie and Max (Fernsehserie)
- 1991: Rumpole of the Bailey (Fernsehserie)
- 1991: Birds of a Feather (Fernsehserie)
- 1992: Virtual Murder (Fernsehserie)
- 1992: Stan und George und ihr neues Leben (Stan and Georg’s New Life)
- 1992: Taggart (Fernsehserie)
- 1993: Inspektor Morse, Mordkommission Oxford (Inspector Morse) (Fernsehserie, 1 Folge)
- 1994: A Pinch of Snuff (Fernsehfilm)
- 1994–2007: The Vicar of Dibley (Fernsehserie)
- 1994: Lovejoy
- 1995: Die Kobolde sind los (Leapin’ Leprechauns)
- 1995: Casualty (Fernsehserie)
- 1995: Last of the Summer Wine (Fernsehserie)
- 1996: Spellbreaker: Secret of the Leprechauns
- 1997: Das fünfte Element (The Fifth Element)
- 1998: Dark City
- 1998: Speedrider – Die Jagd nach dem Wunderauto (RPM)
- 1999: Time and Tide (Fernsehfilm)
- 2000: Killer wider Willen (Fovou tous Ellines)
- 2003: Blue Heelers (Fernsehserie)
- 2004: Eine italienische Hochzeit (Love’s Brother)
- 2005: Comic Relief: Red Nose Light Live 05 (Fernsehfilm)
- 2005: Grange (Fernsehfilm)
- 2008: Pigeonhole
- 2010: Spirited (Fernsehserie)
- 2016: Hail, Caesar!

### Drehbuch
- 1964: Festival (Fernsehserie)